# سیتافلوکساسین
سیتافلوکساسین(به انگلیسی: Sitafloxacin) (INN ؛ همچنین به آن DU-6859a نیز گفته می‌شود) یک آنتی بیوتیک فلوروکینولونی است که نتایج خوبی در معالجه زخم بورولی نشان داده‌است. این مولکول توسط شرکت دایچی سانکیو شناسایی شد، که افلوکساسین و لووفلوکساسین را نیز به بازار عرضه کرده‌است. سیتافلوکساسین در حال حاضر توسط دایچی سانکیو با نام تجاری Gracevit در ژاپن به بازار عرضه می‌شود.

## مطالعه بیشتر
- Keating GM (April 2011). "Sitafloxacin: in bacterial infections". Drugs. 71 (6): 731–44. doi:10.2165/11207380-000000000-00000. PMID 21504249.